# Leh (Inde)
Pour les articles homonymes, voir Leh.
Leh (tibétain : གླེ, Wylie : gle, THL : lé་ ; hindî : लेह, translit. iso : lēha) est une ville d'Inde, capitale du territoire de Ladakh et du district de Leh.

## Géographie
Située à 3 500 m d'altitude, dans la vallée de l'Indus, Leh est la capitale et la plus importante ville de la région du Ladakh.

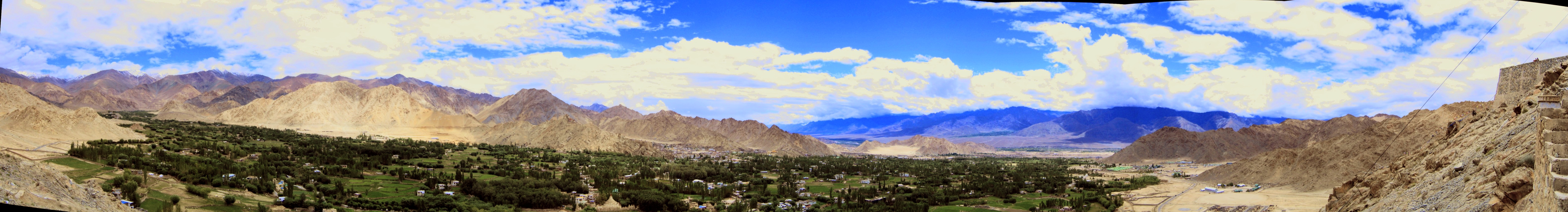
Vue de la vallée depuis le Shanti Stupa.

La vallée de l'Indus à Leh. Septembre 2009.

## Économie
La ville vit aujourd’hui essentiellement des activités touristiques et militaires. Leh est devenue le point central des excursions touristiques dans le Ladakh. Les marcheurs viennent du monde entier pour parcourir le pays à pied, en VTT ou en 4 x 4. Parmi les trekkings les plus réputés depuis Leh : la remontée de la vallée de la Markha ou de la rivière Zanskar en hiver lorsqu'elle est gelée et l'ascension du Stok Kangri (6 121 mètres).
Le Cachemire, sujet conflictuel entre l'Inde, le Pakistan et la Chine, est une région très militarisée de part et d'autre de la frontière. Les bases militaires sont nombreuses tout le long de la vallée de l'Indus, axe majeur de circulation de la région.

## Histoire
Certaines traces démontrent que ce lieu était une route d'échange connue des Chinois vers l'Inde, à travers le Ladakh, dès l'Empire kouchan (Ier siècle — IIIe siècle), et probablement sous la dynastie Tang (618 – 907).
De par son emplacement sur la Route de la soie, la ville de Leh a connu la prospérité d'un grand centre caravanier, mais aussi les guerres d'influence et de contrôle que se livrèrent, sur le sol du Ladakh, les Chinois et les Tibétains au cours du VIIe siècle.[réf. nécessaire]La ville disposait jusqu'à l'indépendance de l'Inde et les guerres sino-indiennes d'une route permettant d'accéder à la célèbre cité de Yarkand.
L'Empire du Tibet s'effondre au IXe siècle, après l'assassinat de Langdarma par un moine bouddhiste en 842 et les querelles de succession. On date la fin de la dynastie Yarlung en 877. L'Ère de la fragmentation du Tibet dure du IXe siècle au Xe siècle.
Cette ère se termine vers la fin du Xe siècle, avec la fondation du royaume par le prince tibétain Skyid lde nyima gon (ou Nyima gon), petit-fils du roi anti-bouddhiste Langdarma (il règne des environs de 838 à 841). Il conquiert le Tibet occidental, bien que son armée ne soit que de 300 hommes à ses débuts. Différents villes et châteaux ont la réputation d'avoir été fondés par Nyima gon, lequel aurait visiblement demandé la construction des principales sculptures de Shey. Dans une des inscriptions, il déclare les avoir faites pour le bénéfice religieux du Tsanpo (Le nom dynastique de son père et de ses ancêtres), et tout le peuple du Ngari (Tibet occidental). Cela démontre que déjà, durant cette génération, l'opposition de Langdarma au bouddhisme avait disparu. Shey, situé à 15 km à l'Est de la Leh moderne, était l'ancien siège des rois du Ladakh.
La ville est dominée par la forteresse du pic de la Victoire (le Namgyal Tsemo Gompa) construite par Tashi Namgyal (1500-1532). En 1533, le râja Soyang Namgyal finit l'unité de toute la région en un seul grand royaume et déplace sa capitale de Shey à Leh.

### Traité de paix tibéto-ladakhi de 1842
À partir de 1834, le Ladakh fait l'objet d'attaques des troupes des Dogras inféodées à Gulab Singh. Les Ladakhis doivent fuir leur pays et se réfugient au Tibet. Au vu de la faiblesse des défenses du Ladakh et du Tibet, Zorawar Singh intervient au Tibet occidental et occupe les villes tibétaines de Gartok et de Routok. À l'automne 1841, la situation se retourne en faveur des Tibétains. Les villes sont reprises une à une. Zorawar Singh meurt au combat à proximité de Purang.

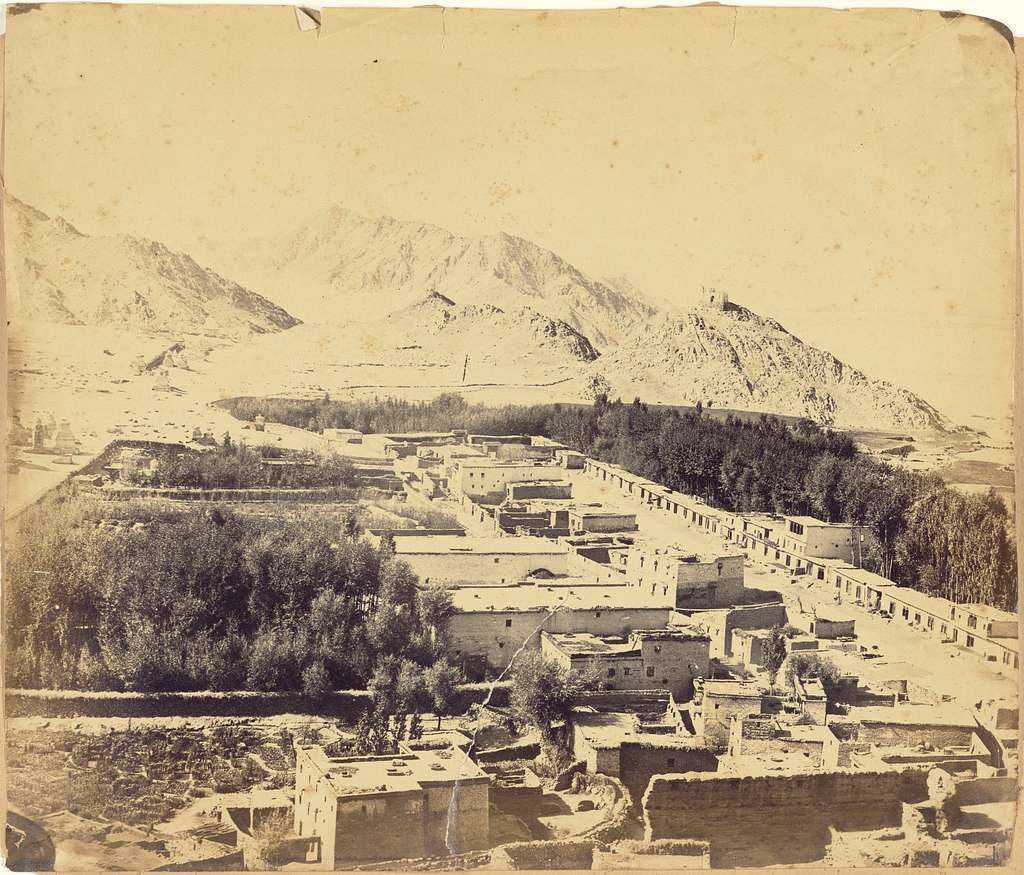
La ville de Leh (Ladakh) depuis le palais. Tirage sur papier albuminé par le Capt. Melville Clarke (1861).

En 1842, l'armée du Tibet parvient à Leh. Mais les Tibétains sont défaits par l'armée des Dogras. Ils se replient sur le Ngari où les officiers tibétains sont faits prisonniers et emprisonnés à Leh. Mais les Dogras ont été affaiblis par cette apparente victoire. Un traité de paix est signé à la résidence de Gulab Singh en septembre 1842. Le Tibet et le Ladakh confirment leurs frontières respectives et renouvellent leur engagement d'amitié. Le traité de paix tibéto-ladakhi de 1842 est confirmé en 1852 par un nouvel accord commercial.
Le 5 août 2019, le gouvernement indien révoque le statut d'autonomie du Jammu-et-Cachemire, puis fait adopter par le Parlement une loi qui sépare le Ladakh du Jammu-et-Cachemire qui deviennent des territoires de l'Union le 31 octobre suivant. De ce fait, Leh devient la capitale du Ladakh.

## Lieux et monuments
- Le palais de Leh, sur le pic surplombant la ville, construit au XVIIe siècle et comportant neuf étages, est maintenant abandonné. Il fut le foyer de la famille royale jusque dans les années 1830 lorsqu'elle fut exilée à Stok. Il est lui-même surplombé par la forteresse qui se dresse au sommet du pic de la Victoire (Namgyal Tsemo རྣམ་རྒྱལ་རྩེ་མོ), et qui commémore la victoire du Ladakh sur les armées balti du Cachemire.
- Le Namgyal Tsemo Gompa, un monastère bouddhiste tibétain construit vers 1430. Il comporte un bouddha (Maitreya) haut de trois étages ainsi que des fresques et des manuscrits anciens.
- Le Shanti Stupa, un chorten bouddhiste japonais construit dans les années 1980.
- Le Orgyen Dorjé Chöling, un monastère bouddhiste tibétain en cours de construction. Projet lancé par l'association "France Himalaya Tiers-monde" et le Vénérable Drubpon Tharchin Rinpoché car la population de Leh augmente et la capitale ne compte qu'un seul monastère.
- La Vieille ville ou Kharyog, est l'un des rares anciens centres urbains du monde tibétain et de la Route de la soie qui subsistent de nos jours (bien que fortement menacé).
- Le fort Zorawar Singh, une fortification localisée non loin du centre-ville témoignant de l'occupation du Ladakh par les forces dogras.

## Transports
La ville est desservie par l'aéroport Kushok-Bakula-Rimpochee (code IATA : IXL • code OACI : VILH), aéroport civil national.
Leh est traversée par la route nationale 3.

## Galerie

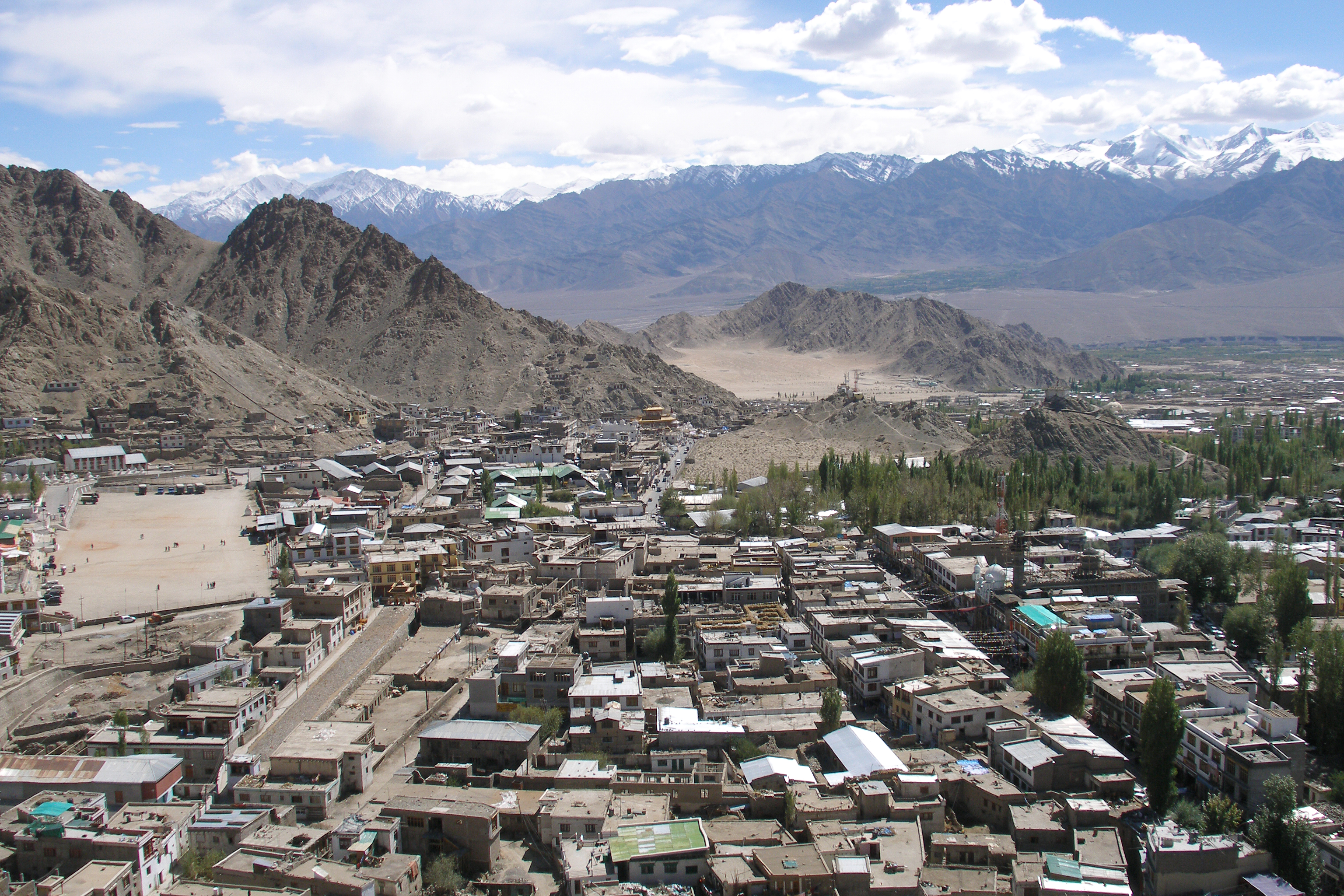
Vue de Leh.
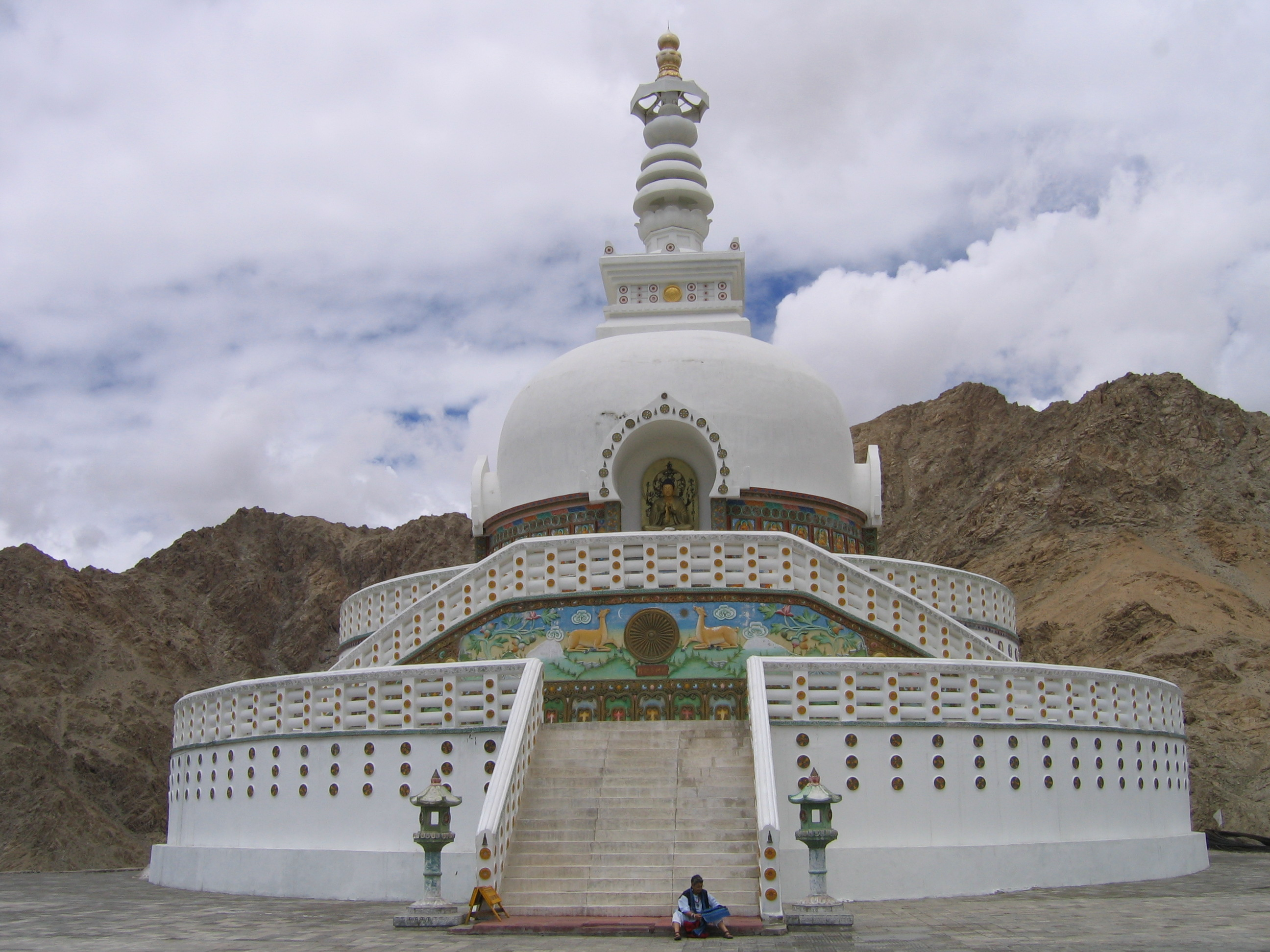
Shanti Stupa, construit en 1983 par les Japonais.
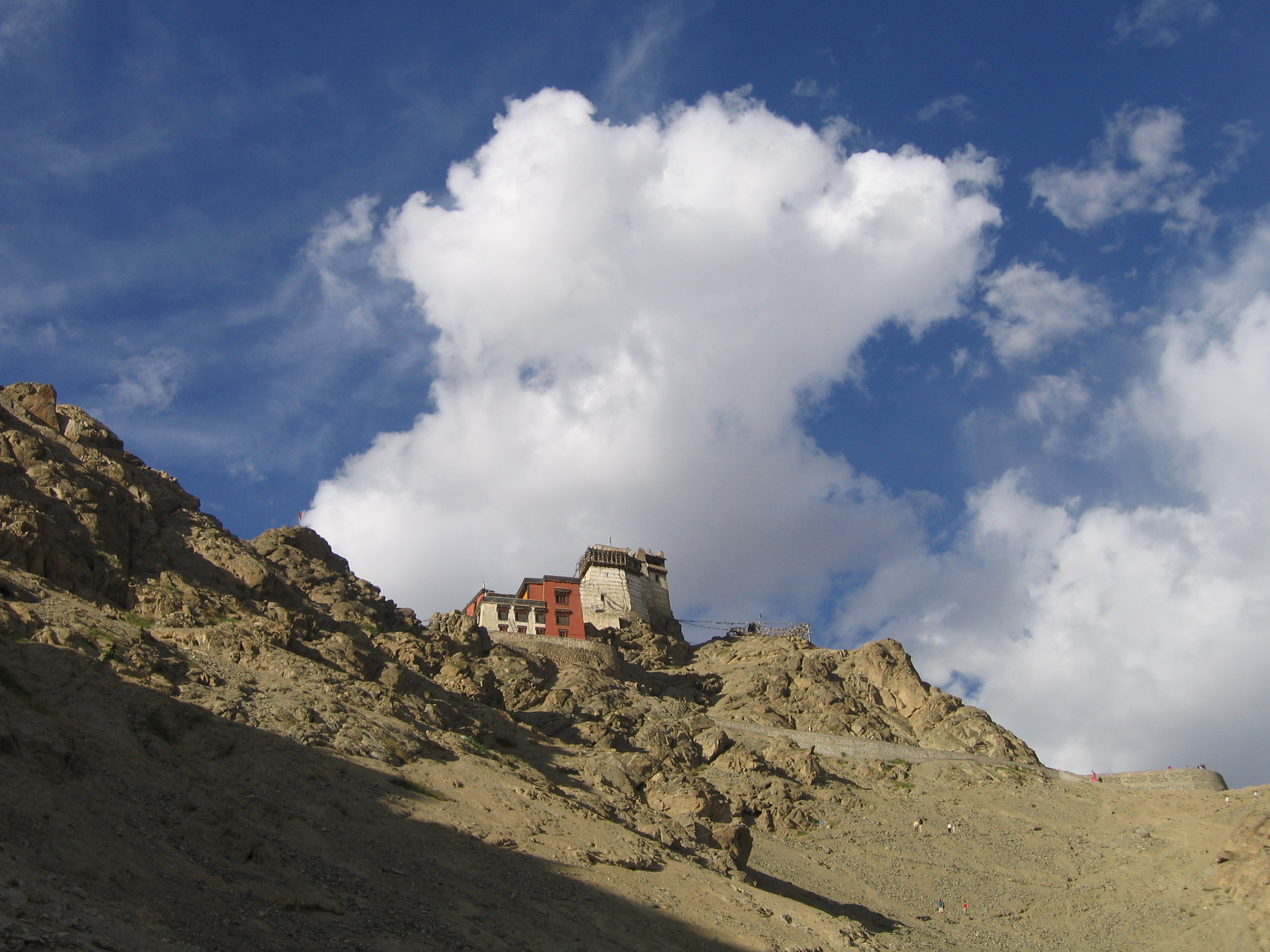
Palais de Leh.
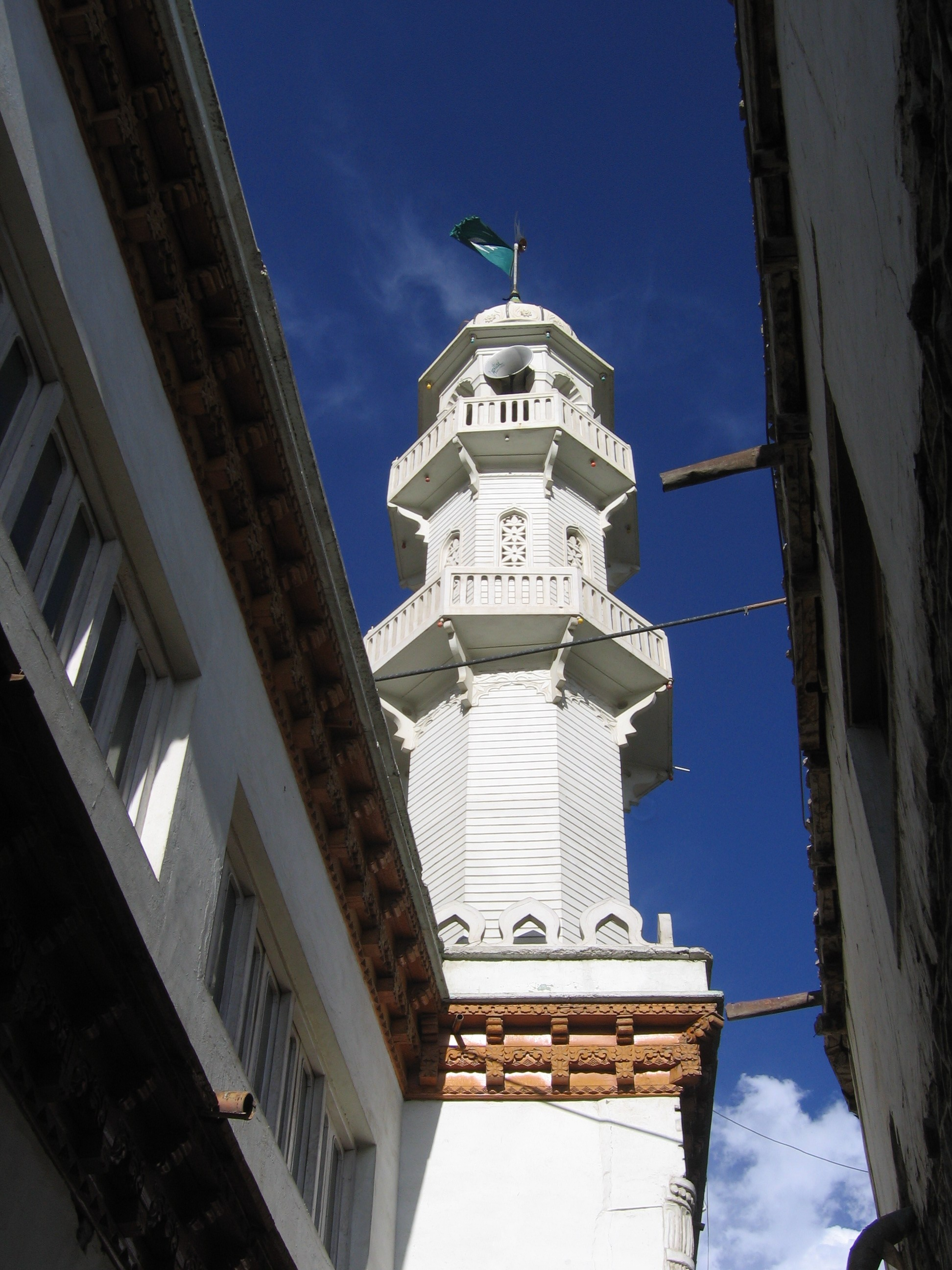
Minaret de la mosquée de Leh.
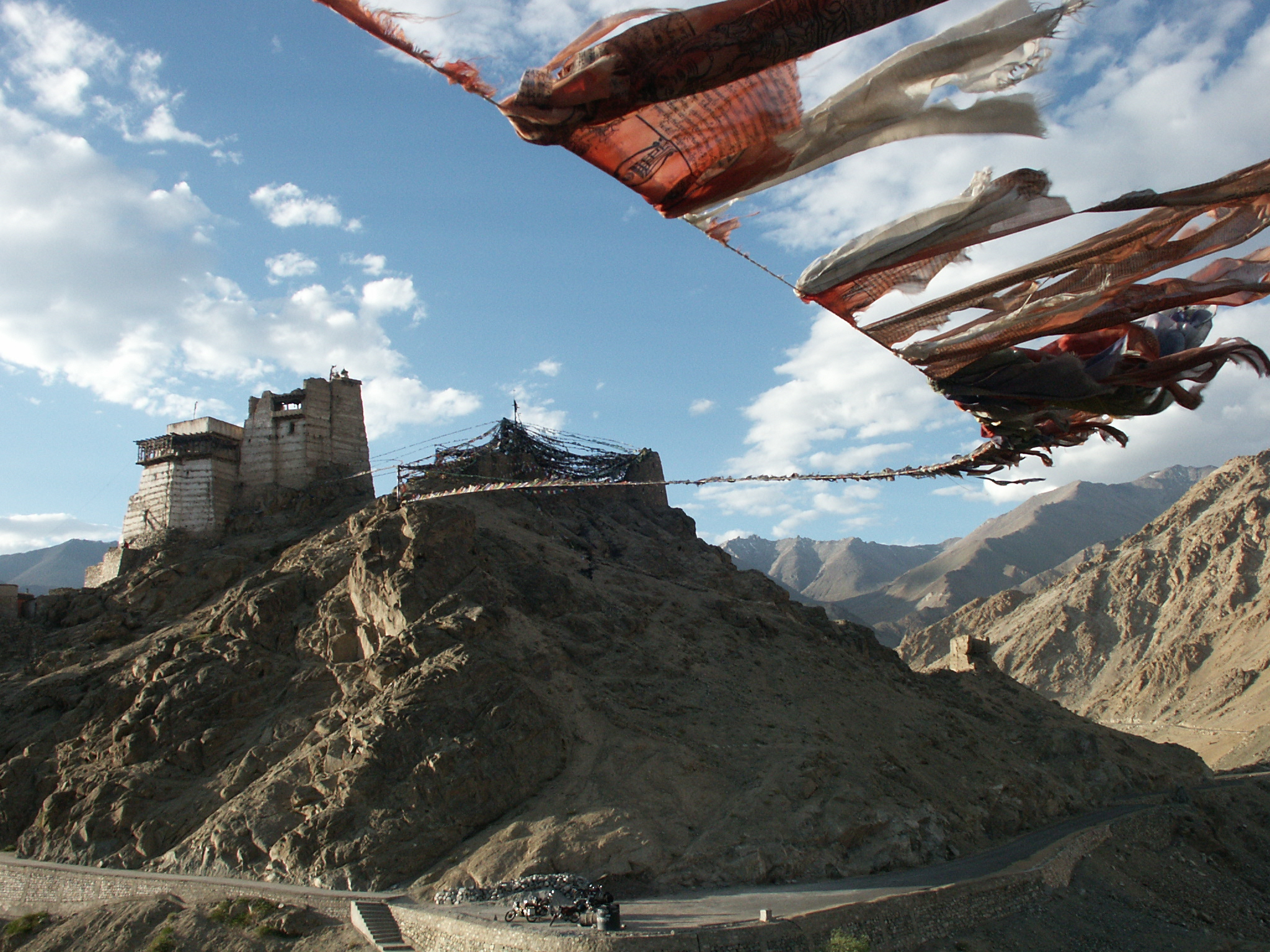
Le Namgyal Tsemo Gompa, monastère bouddhiste tibétain de 1430.
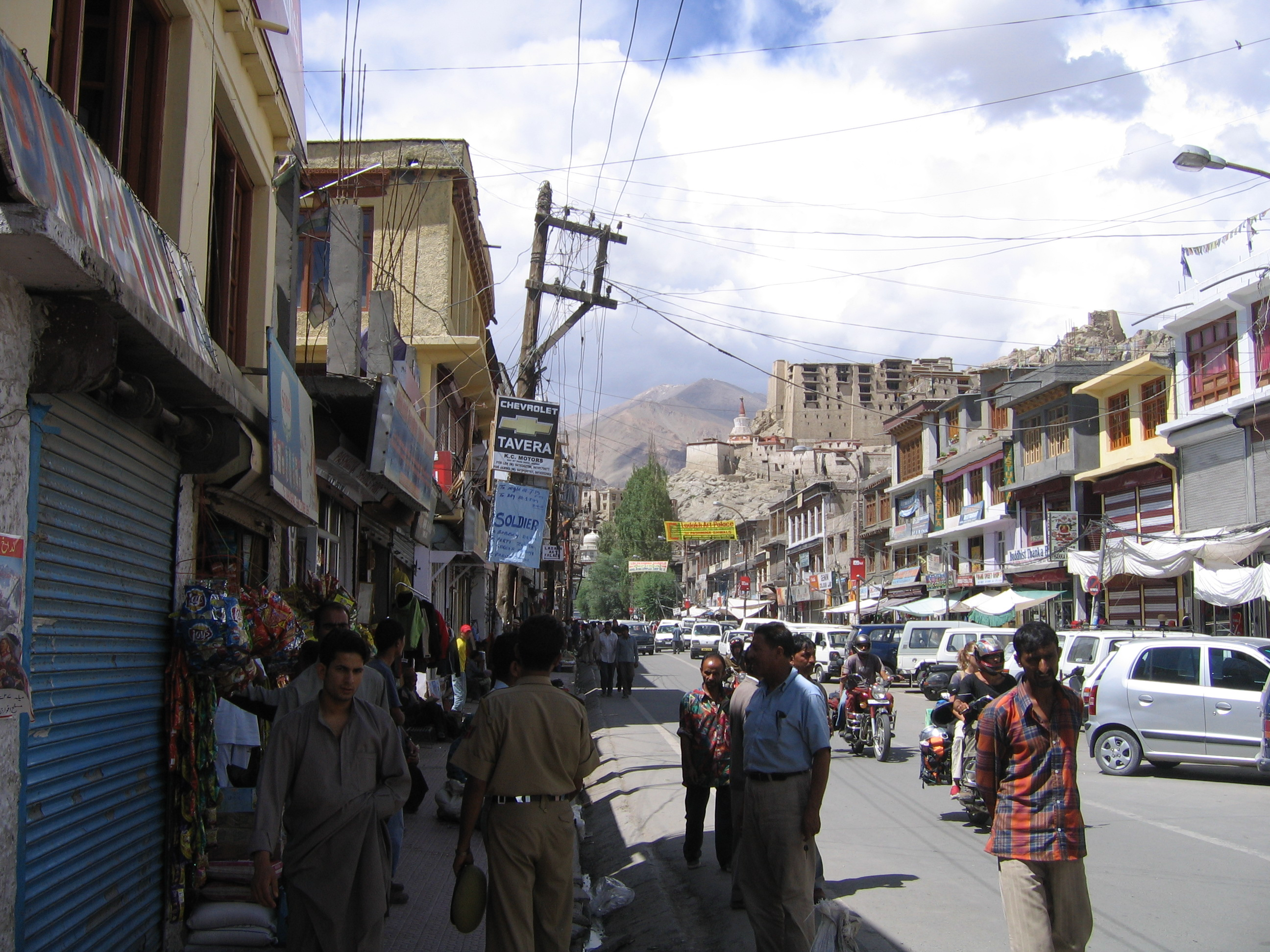
Vieux marché.